# جيم موريس (رجل أعمال)
جيم موريس (بالإنجليزية: Jim Morris)‏ هو منتج أفلام وشخصية أعمال أمريكي، (ولد في الولايات المتحدة 1940  م).

## وصلات خارجية
- جيم موريس على موقع IMDb (الإنجليزية)
- جيم موريس على موقع قاعدة بيانات الفيلم (الإنجليزية)